# A Moment Like This
«A Moment Like This» — пісня Келлі Кларксон.

## Версія Леони Льюїс
«A Moment Like This» — пісня, яку Леона Льюїс виконала у фіналі третього сезону «The X Factor». 17 грудня 2006 пісня вийшла у цифровому форматі, 20 грудня 2006 — CD-сингл. Пісня написана Йоргеном Елофссоном та Джоном Рідом; спродюсована Стівом Маком. Пізніше композиція увійшла до британського, ірландського та японського стандартного видання дебютного студійного альбому Льюїс — «Spirit» (2007).
У січні 2007 пісня була номінована на 2007 BRIT Awards у категорії British Single. У травні 2007 вона була номінована на Ivor Novello Award в категорії Best Selling British Single.

### Музичне відео
Відеокліп показує виконання Льюїс пісні «A Moment Like This» у фіналі третього сезону шоу The X Factor. У музичному відео також показані Саймон Ковелл, Шерон Осборн, Луїс Волш, Кейт Торнтон і Раймонд Квінн.

### Список пісень
- CD-сингл для Британії

1. "A Moment Like This" – 4:17
2. "Summertime" – 2:27
3. "Sorry Seems to Be the Hardest Word" – 2:52

### Чарти
Тижневі чарти
| Чарт (2006)                        | Місце |
| ---------------------------------- | ----- |
| Eurochart Hot 100 Singles          | 3     |
| Irish Singles Chart                | 1     |
| Scotland (Official Charts Company) | 1     |
| UK Singles Chart                   | 1     |
| UK Download                        | 1     |

Річні чарти
| Чарт (2006)      | Місце |
| ---------------- | ----- |
| UK Singles Chart | 2     |

### Продажі
Через 30 хвилин опісля офіційного релізу було завантажену рекордну кількість цифрових копій у 50,000 копій. За перший день релізу було продано 100,000 копій.
| Країна         | Сертифікація (таблиця продажів та сертифікатів) | Продажі |
| -------------- | ----------------------------------------------- | ------- |
| Британія (BPI) | Платина                                         | 943,000 |

### Історія релізів
| Регіон   | Дата           | Лейбл      | Формат               | Каталог     |
| -------- | -------------- | ---------- | -------------------- | ----------- |
| Британія | 17 грудня 2006 | Syco Music | Цифрове завантаження | –           |
| Британія | 20 грудня 2006 | Syco       | CD                   | 88697050872 |